# Bulbostylis scabricaulis
Bulbostylis scabricaulis är en halvgräsart som beskrevs av Henri Chermezon. Bulbostylis scabricaulis ingår i släktet Bulbostylis och familjen halvgräs. Inga underarter finns listade i Catalogue of Life.